# Сяр (дем)
 Тази статия е за административната единица.  За града, който е неин център, вижте Сяр.  
Сяр (на гръцки: Δήμος Σερρών, Димос Серон) е дем в област Централна Македония на Република Гърция.

## Селища
Дем Сяр е създаден на 1 януари 2011 година след обединение на шест стари административни единици – демите Каваклия, Капитан Митруси, Къспикеси, Сяр и самостоятелните общини Горно Броди и Фращани по закона Каликратис.

### Демова единица Горно Броди
Според преброяването от 2001 година община Горно Броди (Κοινότητα Άνω Βροντούς) има 406 жители и в нея влиза само едно село – центърът ѝ Горно Броди (Άνω Βροντού) с 406 жители.

### Демова единица Каваклия
Според преброяването от 2001 година дем Кавакли (Δήμος Λευκώνα) с център Кавакли (Левконас) има население от 3897 души и в него влизат следните селища:
- Демова секция Каваклия

- село Каваклия (Λευκώνας, Левконас)

- Демова секция Долно Христос

- село Долно Христос (Κάτω Χριστός, Като Христос)

- Демова секция Календра

- село Календра (Καλά Δένδρα, Кала Дендра)

### Демова единица Капитан Митруси
Демът е кръстен на гръцкия андартски капитан Димитър Гоголаков (Капитан Митруси), който е роден в село Хомондос, днес Митруси. Бившият дем Капитан Митруси (Δήμος Κ. Μητρουσίου) има население от 6402 души (2001). В дема влизат следните демови секции и населени места:
- Демова секция Еникьой

- село Еникьой (Προβατάς, Проватас)

- Демова секция Горна Камила

- село Горна Камила (или Християн Камила, Άνω Καμήλα, Ано Камила)

- Демова секция Горно Караджово

- село Горно Караджово (Μονοκκλησιά, Моноклисия)

- Демова секция Неволен

- село Неволен (Βαμβακιά, Вамвакия)

- Демова секция Хомондос

- село Хомондос (Хуманджа, Хуманджъ, Μητρούσι, Митруси, катаревуса Μητρούσιον, Митрусион)
- село Долно Хомондос (Κάτω Μητρούσι, Като Митруси, катаревуса Κάτω Μητρούσιον, Като Митрусион)

- Демова секция Чучулигово

- село Чучулигово (на гръцки Αναγέννηση, Анагениси, катаревуса Αναγέννησις, Анагенисис)

### Демова единица Къспикеси
Според преброяването от 2001 година дем Къспикеси (Δήμος Σκουτάρεως) с център в Къспикеси (Скутари) има население от 7517. В дема влизат следните демови секции и населени места:
- Демова секция Къспикеси

- село Къспикеси (Σκούταρι, Скутари)

- Демова секция Агова махала

- село Агова махала (Αδελφικό, Аделфико)

- Демова секция Гудели

- село Гудели (Βαμβακούσσα, Вамвакуса)

- Демова секция Джами махала

- село Джами махала (Κουβούκλια, Кувуклия)

- Демова секция Долна Камила

- село Долна Камила (или Турска Камила, Κάτω Καμήλα, Като Камила)

- Демова секция Какараска

- село Какараска (Αγία Ελένη, Агия Елени)

- Демова секция Комарян

- село Комарян (или Комаряни, Кумаре, Κουμαριά, Кумария)

- Демова секция Нова махала

- село Нова махала (Πεπονιά, Пепония)

- Демова секция Сал махала

- село Сал махала (Κωνσταντινάτο, Константинато)

### Демова единица Сяр
Демът обхваща един град и 10 села в Сярското поле и по западните склонове на планината Сминица (Меникио). Център на дема е град Сяр.
Дем Сяр има население от 56 145 души (2001). В дема влизат следните демови секции и населени места:
- Демова секция Сяр

- град Сяр (или Сер, Σέρρες, Серес)
- село Заба (Κρίνος, Кринос)
- село Мертатово (Ξηρότοπος, Ксиротопос)
- село Метох (Κάτω Μετόχι, Като Метохи)

- Демова секция Йеди Дермен

- село Йеди Дермен (Επτάμυλοι, Ептамили)

- Демова секция Дервешен

- село Дервешен (или Дервешани, на гръцки Οινούσσα, Инуса)
- село Карликьой (Χιονοχώρι, Хионохори)

- Демова секция Дутлия

- село Дутлия (или Дутли, Горен, на гръцки Ελαιώνας, Елеонас)
- село Хрисопиги (Χρυσοπηγή, Хрисопиги)
- село Ореховец (или Раховица, Рахово, Оряхово, на гръцки Μαρμαράς, Мармарас)
- манастир „Свети Йоан Продром“

На територията на дема са и днес напуснатите села Баница, в което загива Гоце Делчев и Лакос, в което е роден революционерът Коста Кукето (? – 1896).

### Демова единица Фращани
Според преброяването от 2001 година община Фращани (Κοινότητα Ορεινής) има 820 жители и в нея влиза само едно село – центърът ѝ Фращани (Ορεινή) с 820 жители.